# Ramón Membrado
Ramón Membrado Soro (Belmonte de San José, 1817 - 1865) fue un político español del siglo XIX .

## Biografía
Nació en Belmonte de San José en 1817 en el seno de una familia de abogados, habiendo sido su abuelo decano del Colegio de Abogados de Zaragoza. Ramón siguió sus pasos, estudiando derecho en la universidad de Zaragoza y siendo pasante en un bufete de Teruel. Otra importante influencia en su formación fue su tío materno, el sacerdote Joaquín Soro.
En paralelo al ejercicio del derecho se involucró en la política, otro ámbito en el que su familia estaba bien relacionada pues tanto su padre Juan Pío como su hermano Joaquín habían sido alcaldes de Belmonte. Ramón fue alcalde de su localidad desde 1842 gracias a la gran influencia de su otro hermano, el cura Membrado, y desde 1843 fue también diputado provincial. De tendencias conservadoras, militó en el Partido Moderado, despegando su carrera en 1844 con el final de la regencia de Espartero y la instauración de un nuevo gobierno conservador con Narváez. Así ese año fue escogido diputado a cortes por la provincia de Teruel y al año siguiente fue elegido jefe político superior de la provincia.
Cesó en su escaño en 1846, manteniéndose sin embargo como máxima autoridad provincial. Cuando en 1850 se reformó la administración local, fue convertido en el primer gobernador civil de la provincia de Teruel. Su gobierno conservador en la provincia fue el foco de las críticas del líder progresista Víctor Pruneda, con el que Membrado tuvo una destacada rivalidad. En 1851-1853 Membrado fue trasladado sucesivamente a los gobiernos civiles de Guipúzcoa, Ciudad Real y Cáceres.
Con la llegada del Bienio Progresista en 1854 es cesado, no volviendo a ocupar cargos políticos hasta el final de este en 1857. Así en 1857 y en 1858 fue elegido diputado por el conservador distrito de Valderrobles. Sería posteriormente desplazado del escaño en las siguientes elecciones en favor del cunero Antonio Ramos de Meneses, que gozaba del favor real.
Su carrera funcionarial en paralelo en el Ministerio de Hacienda quedó igualmente truncada por la llegada al poder de la Unión Liberal.